# Mirko Englich
Mirko Englich, född den 28 augusti 1978 i Witten, Tyskland, är en tysk brottare som tog OS-silver i tungviktsbrottning i den grekisk-romerska klassen 2008 i Peking. I finalen förlorade han mot ryssen Aslanbek Chusjtov.